# Société américaine
Pour les articles homonymes, voir Société.
Cet article traite de la société civile des États-Unis.

## Quelques statistiques
| Revenu moyen (en $ constant et par foyer) | 46 326          | 2005 |
| IDH                                       | 0,921           | 2021 |
| Coefficient de Gini                       | 46,9            | 2005 |
| Pauvreté                                  | 12,6 % à 13,3 % | 2005 |

L'indice de développement humain est de 0,921 en 2021 et se classe selon lui le pays au 21e rang des États les plus développés de la planète, contre 5e en 2013. Mais les États-Unis sont un pays avec de fortes inégalités sociales et régionales. Selon le classement OCDE, le revenu brut moyen était de 69 392 $ en 2022. À parité de pouvoir d'achat, ces niveaux de revenus sont supérieurs de 15% à ceux d'un Allemand et de 60% à ceux d'un Japonais. La part des Américains vivant sous le seuil de pauvreté à son plus bas niveau en 2000 (11;3%) est remonté à 12,6% en 2022, contre 17 % dans l'Union européenne. Seuls 8,6% des blancs sont sous le seuil contre 17% des Afro-Américains, constituant la minorité la plus pauvre.

### Famille
Nombre de foyers américains : 229,6 millions (2021)
Taux de mariage : 47 % (2022)
D'après le Pew Research Center en 2022, 20 % soit 12 millions des 61 millions de couples mariés sont mixtes, c'est-à-dire entre deux ethnies différentes alors qu'ils étaient 3 % en 1967.
Entre 2000 et 2010, près de 250 000 enfants ont été mariés aux États-Unis, où 25 États n'ont fixé aucun âge minimum pour le mariage. Beaucoup de ces mariages s'expliqueraient par la pression religieuse.

### Aides sociales
- Social security : d'après The New York Times du 19 juin 2005, 32 millions de seniors américains bénéficient de l'aide sociale (Medicare). Cette dernière est gérée par l'Administration de la sécurité sociale. Il y a encore quarante ans, trois Américains de plus de 65 ans sur dix vivaient dans la pauvreté. Après les réformes, ils ne représentent plus qu'un sur dix. Les dépenses du programme Medicare sont évaluées à 210 milliards de dollars en 2000[6].
- En 2000, 16 % des Américains[6] n'ont pas d'assurance maladie ; 71 %[6] sont affiliés à un régime privé, financé pour l'essentiel par les entreprises.
- En 2000 toujours, 28 millions de pauvres[6] sont couverts par le programme Medicaid. Les dépenses de santé sont en augmentation et représentent 13,5 % du PIB[6]. Les dépenses de Medicare et Medicaid sont évaluées à 20 % du budget fédéral[6].
- Les accidents du travail sont gérés par les États fédérés.
- En 1993 est votée la loi sur le congé familial et médical qui permet de prendre jusqu'à 12 semaines de congés sans solde en cas de maternité ou de maladie d'un proche.
- L'OAS (Old Age Survivors Insurance) est le système de retraite national de base. Il est financé par une taxe de 12,4 % sur les salaires bruts. Il permet de verser une pension aux retraités de plus de 65 ans. Il existe aussi deux régimes complémentaires : des régimes spécifiques (comme celui des fonctionnaires) et le régime privé des fonds de pension (les plus importants sont California Employees, New York State and Local, General Motors).

### Taux de chômage
- Moyenne nationale : 9,6 % (août 2010)
- Par ville en 2000[6], d'après Statistical Abstract, 2001 :

Houston : 4,1 %
Phoenix : 2,7 %
Détroit : 3,2 %
San Francisco : 2,1 %
Washington DC : 2,4 %
Atlanta : 3 %

### Enseignement
- En 1960, 46 millions d'Américains étaient scolarisés ; en 2000 ils sont 68 millions. En 1967, la moitié des adultes avait fait des études secondaires; le chiffre est passé à 61 % en 2000.

En 1998, 35 % des Américains avaient un diplôme d'études supérieures contre 11 % en 1970. 
L'État fédéral et les universités dépensèrent 260 milliards de dollars pour l'enseignement supérieur en 2000, ce qui représente 2,6 % du PIB. Enfin, les universités américaines accueillirent 515 000 étudiants étrangers en 2000, dont 60 % d'Asiatiques.
- D'après le rapport annuel de l'OCDE, Regards sur l'éducation, 2005[7], le pays est au 9e rang des pays de l'OCDE pour l'accès à l'enseignement supérieur, devant la France (15e).

### Culture
La culture des États-Unis, inspirée principalement des cultures européennes particulièrement britannique ou allemande et des esclaves africains, s'est rapidement développée durant les deux siècles qui ont suivi leur indépendance. Actuellement, elle est une culture influente presque partout dans le monde. Son extension rapide est souvent associée à la mondialisation (voire américanisation). Selon ses détracteurs, la culture américaine est soit une sous-culture, soit une culture trop jeune, soit une culture impérialiste, ou encore un mélange des trois. Selon ses défenseurs (y compris des Américains), elle promeut les valeurs de la liberté et de la responsabilité personnelle. Presque personne ne conteste le fait que la culture américaine a eu et a encore une grande influence sur le monde contemporain.
À l'époque coloniale, la culture des Treize colonies est fortement influencée par l'Angleterre. Les universités, l'architecture, la peinture sont souvent le fait d'artistes anglais. Les œuvres répondent aux canons britanniques. Les réalisations artistiques sont moins abondantes qu'en Europe. Les puritains qui s'installent en Nouvelle-Angleterre bannissent les ornements superflus des églises. La mentalité pragmatique des pionniers et des marchands, qui perdure jusqu'au xxe siècle, tient l'art pour une activité inutile et futile. Pour de nombreux patriotes, la culture est l'apanage des aristocrates et des rois, loin de toute aspiration démocratique.
À la fin du XVIIIe siècle, avec la naissance des États-Unis, les artistes commencent à réfléchir à la possibilité d'une culture proprement américaine. La rupture politique avec l'Angleterre, consécutif au développement d'un esprit spécifiquement américain, entraîne une lente mutation de la culture. Néanmoins, les œuvres américaines restent très proches des modèles européens jusqu'au xxe siècle. La formation de tout peintre américain passe par un séjour en Europe. L'architecture reprend les formes de la Grèce antique et du style géorgien, tout en introduisant quelques éléments d'essence américaine. Cette recherche d'une culture nationale passe par la définition de l'exceptionnalisme américain.
À la fin du XIXe siècle, la culture est monopolisée par une élite éduquée et riche. Elle est financée par la philanthropie des magnats (Andrew Carnegie) et par le mécénat, alors que les pouvoirs publics n'interviennent pratiquement pas, conformément aux idées libérales.
Dès la première moitié du xxe siècle, la culture se démocratise aux États-Unis : les progrès de l'éducation, l'apparition de nouveaux médias (radio, télévision), l'émancipation progressive des femmes et des Afro-américains bouleversent le paysage culturel américain. À New-York, la Renaissance de Harlem annonce le renouveau de la culture afro-américaine, en particulier dans la littérature. L'apparition des phonographes permit la diffusion d'une nouvelle musique, le jazz.
La Grande Dépression provoque un chômage massif parmi les artistes et les écrivains des années 1930. Le New Deal mis en place par le président Franklin D. Roosevelt comporte un volet culturel visant à aider les artistes en difficulté. La Works Projects Administration (1935) met en route de nombreux projets dans le domaine des arts et de la littérature, en particulier les cinq programmes du fameux Federal One. La WPA permit la réalisation de 1 566 peintures nouvelles, 17 744 sculptures, 108 099 peintures à l’huile et de développer l'enseignement artistique. À la fin du New Deal, le bilan est mitigé : si les artistes américains ont été soutenus par des fonds publics et ont acquis une reconnaissance nationale, cette politique culturelle est interrompue par la Seconde Guerre mondiale et la mort de Roosevelt.
Les œuvres des années 1930 s'intéressent aux problèmes sociaux et au sort des plus démunis3 : en littérature, Erskine Caldwell publie Le petit Arpent du bon Dieu en 1933. Le livre de John Steinbeck, Les Raisins de la colère, publié en 1939, reçoit le Prix Pulitzer en 1940. Au cinéma, John Ford adapte ce roman ainsi que celui de Richard Llewellyn, Qu'elle était verte ma vallée, qui retrace la vie des mineurs du Pays de Galles. Les films de Charlie Chaplin dénoncent la montée du fascisme (Le Dictateur en 1940) et les conditions de travail des ouvriers (Les Temps modernes en 1936). Ceux de Frank Capra dénoncent les excès du capitalisme sauvage : L'Extravagant Mr. Deeds (1936), Vous ne l'emporterez pas avec vous (1938), Mr. Smith au Sénat (1939). Pendant les années 1930, les Américains continuent de plébisciter le cinéma malgré la crise économique. Hollywood produit plus de 5 000 films.
Il faut attendre la deuxième moitié du xxe siècle pour voir se consolider une littérature et un art proprement américains, ainsi que des tentatives de politique culturelle fédérale. Ces changements interviennent dans le contexte de la Guerre froide qui oppose l'Union soviétique aux États-Unis : la compétition est idéologique, militaire et technologique, mais elle affecte également le domaine culturel. L'URSS envoie le premier homme dans l'espace et s'autoproclame patrie des intellectuels et des artistes. L'art devient un moyen de propagande dans les deux camps. Le gouvernement fédéral prend le contre-pied du modèle soviétique : il n'y aura pas de ministère de la culture centralisé et l'art américain sera encouragé à se développer et à se diffuser dans le monde, notamment par l'intermédiaire de Voice of America et du Plan Marshall. Pour pallier la crise financière que traversent de nombreux musées et théâtres, les subventions seront néanmoins distribuées.
Les lendemains de la Seconde Guerre mondiale voient l'émergence et le succès d'un courant artistique, l'expressionnisme abstrait. Cet art qui se voulait avant-gardiste, cosmopolite et apolitique fait se déplacer le cœur de l'art moderne de Paris à New York. Cependant, l'expressionnisme abstrait suscite des débats au sein de la classe politique américaine. Les Républicains attaquent violemment ce courant et l'accusent d'être communiste. Au Congrès, ils dénoncent en outre les financements fédéraux qui sont attribués aux peintres expressionnistes. Mais ces derniers reçoivent le soutien du MoMA de New York, lui-même financé par la fondation Rockefeller. En 1952, le musée organise même un programme international de diffusion mondiale de l'expressionnisme abstrait.
Le début des années 1950 est secoué par le maccarthisme : les artistes soupçonnés de sympathies communistes deviennent l'objet d'enquêtes (« chasse aux sorcières »). Sur la liste noire comportant les noms de 15 000 personnes figuraient entre autres George Gerschwin, Léonard Bernstein, Frank Lloyd Wright, Ernest Hemingway. Plusieurs écrivains s'insurgèrent contre le maccarthisme. Ainsi en 1953, on joua la pièce Les Sorcières de Salem d'Arthur Miller, un biais pour stigmatiser la politique en cours.
Le National Endowment for the Arts est créé en 1964. Cette agence culturelle fédérale subventionne les artistes ainsi que les institutions culturelles dans tout le pays. Après un apogée dans les années 1970, le NEA est ensuite affaibli par des coupes budgétaires et par les culture wars.
Les années 1960 sont également marquées par un bouillonnement culturel intense aux États-Unis : les Américains qui poursuivent des études sont de plus en plus nombreux. Les générations du baby-boom forment une jeunesse qui consomme de nouveaux produits culturels. Les étudiants et les artistes s'engagent contre la guerre du Viêt Nam.
À partir des années 1970, la composition ethnique de la population américaine change radicalement, ce qui entraîne aussi une mutation de la culture. Le président Jimmy Carter tente de résoudre les problèmes sociaux dans les ghettos grâce aux communautés de quartier et par la culture. Cette politique permet l'ouverture d'institutions culturelles et de musées dans les secteurs défavorisés9. Dans le reste du pays, l'accent est mis sur l'accès de la culture à toutes les régions et des actions vers les minorités ethniques10.
Dans les années 1980, l'arrivée au pouvoir des conservateurs, la réactivation de la Guerre froide et le réveil de l'évangélisme accompagnent les culture wars : ces polémiques et ces tensions se déclenchent à la suite d'expositions de photographies controversées et financées par le NEA. Les photographies ont pour sujet l’homosexualité et représentent des scènes érotiques, pornographiques et sado-masochistes (Robert Mapplethorpe). Les associations conservatrices combattent des œuvres telles que Piss Christ d’Andres Serrano, une photographie représentant un crucifix plongé dans l’urine de l’artiste. La pièce de Terrence MacNally Corpus Christi suscite une polémique car elle propose un Jésus ayant des relations homosexuelles avec ses disciples. Les culture wars provoquent la censure d'œuvres financées par le NEA. Une clause anti-obscénité est mise en place pour tout artiste souhaitant recevoir des aides fédérales.
La culture américaine est décentralisée : le gouvernement fédéral intervient peu dans la culture, sauf par l'intermédiaire du National Endowment for the Arts (NEA). Il n'y a aucun ministère de la culture à Washington DC, afin d'éviter toute centralisation et tout art officiel. Aussi, la politique culturelle américaine peut-elle apparaître comme extrêmement fragmentée entre des milliers d'acteurs.
Les affaires culturelles sont généralement du ressort des agences locales, à l'échelon des États fédérés, des comtés, des municipalités :
- Au niveau des 50 États, le budget prévoit un poste culture : dans l'État de New York, le budget culturel s'élève à environ 50 millions de dollars par an. Si l'on ajoute l'ensemble des dépenses culturelles des États, on obtient la somme totale de 330 millions de dollars. Cet argent est dépensé par des agences (State Art Agency) comme le New York State Arts Council, créé en 1960 ou le Department of Cultural Affairs au Nouveau-Mexique. Elles soutiennent des artistes et des projets très divers, allant des festivals, au patrimoine, en passant par le folk art. La culture est également financée par d'autres agences publiques qui travaillent pour les États : les State Historic Preservation Offices s'occupent du patrimoine, les Humanities Councils aident les chercheurs et les écrivains, les State Library Services subventionnent les bibliothèques qui sont aussi des lieux de conservation et d'exposition, etc. La politique du Percent for Art consiste à consacrer un pour cent ans du budget toute nouvelle construction à l'art public (public art) : le premier exemple fut celui de la ville de Philadelphie en 1959. À Chicago, c'est dans ce cadre que fut installée une sculpture de Picasso devant l'hôtel-de-ville et que fut lancée l'exposition des vaches (CowParade) qui attira un million de visiteurs.
- Les municipalités interviennent également dans la culture : il existe au total 4 000 agences culturelles dans tout le pays. Elles s'occupent essentiellement du cinéma, des festivals, des musées et des bibliothèques. Le département des affaires culturelles de la ville de New York a un budget annuel de 131 millions de dollars par an et gère 34 institutions culturelles dans la ville (musées, conservatoires, théâtres, etc.)
- Les communautés de quartier prennent des initiatives en matière artistique et éducative. Ils sont à la base de la politique des art districts qui consiste à revitaliser les quartiers centraux ou difficiles par la culture. La culture est généralement le fait d'institutions « privées » (avec des fonds ne provenant pas de budget public et qui ne sont pas dirigées par des fonctionnaires) mais ayant un statut d'organisation à but non lucratif et des missions d'intérêt général. Les institutions culturelles telles que les musées, les théâtres, les orchestres symphoniques, les bibliothèques sont capables d'échapper aux contraintes du marché. Les communautés sont des lieux privilégiés de création des subcultures indépendantes ; elles s'organisent dans les Community Development Corporations créées sous Jimmy Carter et qui reçoivent des aides (notamment des fondations) et bénéficient d'exonérations fiscales. Par leurs programmes culturels et éducatifs, leurs chorales, les Églises animent les quartiers difficiles. On estime que 2,5 millions de personnes sont sorties des ghettos entre 1990 et 2000, en partie grâce aux communautés de quartiers.
- Les lobbies culturels et syndicats défendent les intérêts des artistes et font pression sur le Congrès américain. L'Actor's Equity Association protège les droits des comédiens. L'Americans for the Arts, dirigé par Robert Lynch, est actuellement le principal lobby culturel aux États-Unis.
- Enfin, la société civile et les individus constituent d'autres acteurs essentiels de la culture américaine. La philanthropie est une tradition américaine qui remonte au moins au xixe siècle et qui finance en grande partie la culture. Les deux philanthropes les plus célèbres sont Andrew Carnegie (1835-1919) et John Davison Rockefeller (1839-1937) et leurs fondations continuent d'aider la culture américaine.

Les États-Unis sont le premier pays du monde pour le bénévolat : 93 millions d'Américains le pratiquent à différents degrés. Le bénévolat américain est particulièrement développé dans le domaine des arts et contribue au fonctionnement de nombreuses institutions culturelles : par exemple, environ 1 500 personnes travaillent gratuitement pour le musée des beaux-arts de Boston. Les missions des bénévoles sont diverses : assurer la promotion de l'institution culturelle dans la ville, s'occuper des guichets, guider les visiteurs dans les musées, etc.
Les subventions publiques, octroyées par les agences publiques américaines, sont estimées entre 20 et 39 milliards d'euros en 2005. Les financements privés, évalués à au moins 12 milliards d'euros en 2005, proviennent de dons, du mécénat, des fondations.
Le budget des agences culturelles des États (State Art Agencies) dépend du Congrès de chaque État. Elles reçoivent des aides du NEA, collectent des fonds privés (fundraising et recours à la philanthropie), établissent des endowments, font du lobbying dans les parlements locaux. Dans certains cas, les États lèvent des taxes sur l'immatriculation des voitures (Tennessee, Alabama, Texas, Colorado, etc.). Le propriétaire peut personnaliser la plaque de son automobile en échange d'une taxe30. Les taxes sur les hôtels, des restaurants et les voitures de location servent aussi à financer la culture dans les municipalités. Les autres recettes proviennent des ventes liées au tourisme (guides, CD, etc.) ou des loteries gérées par les États (par exemple ceux de la Nouvelle-Angleterre).
La culture est encouragée au niveau local par des exonérations d'impôts (pour les dons d'œuvres d'art ou pour les dons en argent). Les biens culturels sont souvent exempts de « taxe sur la valeur ajoutée (TVA) » : la culture américaine est donc aidée de manière indirecte. Les institutions culturelles reçoivent par ailleurs des subventions directes de la part des États fédérés (line items) et des municipalités.
Il existe 1,14 million d'associations à but non lucratif aux États-Unis et le secteur non marchand représente 8,5 % du PIB (contre 4,2 % en France). Les Américains donnent chaque année 250 milliards de dollars aux associations à but non lucratif et ces dons sont exonérés d'impôts. 5,4 % de ces dons vont à la culture (soit 13 milliards de dollars). Il existe aujourd'hui 62 000 fondations aux États-Unis qui investissent chaque année 3,6 milliards de dollars rien que dans la culture33. Les deux plus importantes dans ce domaine sont la fondation Ford (environ 80 millions de dollars par an) et la fondation Reynolds (58 millions de dollars par an).
Les associations à but non lucratif et les fondations sont financées par les intérêts de leur endowment (dotation placée en bourse) et par la collecte de fonds (fundraising). Les musées et galeries d'art reçoivent des donations d'œuvres qui sont exonérées de droits de succession. En retour, les institutions culturelles octroient des privilèges aux généreux donateurs (dîners de gala, places, visites guidées, nom du donateur sur une plaque ou attribué à une galerie, etc.).
Enfin, le mécénat d'entreprise (corporate funding) existe mais reste un phénomène récent et marginal dans les budgets culturels : en effet, il ne représente que 5,6 % des dons. Il est utilisé par les entreprises soucieuses d'améliorer leur image de marque.
Depuis les années 1970, les musées américains diversifient leurs sources de revenus. Les recettes des musées, comme celles des autres associations à but non lucratif, proviennent des entrées des visiteurs, de l'endowment (10 %), du mécénat d'entreprise et des dons (35 %), mais aussi de fonds publics et gouvernementaux (environ 25 %) : par exemple, la National Gallery of Art (Washington DC) est le seul musée américain directement financé par l'État fédéral. Si les expositions temporaires sont payantes, l'accès aux collections permanentes reste quant à lui gratuit. L'Institute of Museum and Library Services, créé en 1976, distribue des subventions publiques aux musées et aux bibliothèques du pays.
Dans les années 1970, le directeur du Metropolitan Museum of Art (New York) Thomas Hoving fut l'un des premiers à faire entrer le musée dans la culture de masse, avec la création de grandes expositions « blockbusters », destinées à attirer le maximum de personnes. C'est aussi à cette époque que le « MET » se dote de libraries, de restaurants et de cafés dont la concession rapporte beaucoup d'argent. Les grands musées américains reçoivent de nombreuses donations et louent également leurs œuvres à l'étranger.
Les pratiques culturelles des Américains de plus de 18 ans en 2002 sont très proches de celles des Européens : 40 % ont fait une sortie culturelle dans l'année. Les Américains vont davantage écouter du jazz et voir des comédies musicales et de films que les Européens. Ils sont 12 % à fréquenter les concerts de musique classique contre 8 % des Français. Les Américains lisent moins que les Européens. C'est à l'ouest du pays que les pratiques artistiques sont les plus fréquentes. La Nouvelle-Angleterre reste la première région pour le théâtre de texte, la musique et la danse classique. Le Sud est plus défavorisé. Les habitants des banlieues éloignées ont moins accès à la culture que les autres Américains. Les personnes peu diplômées, les Latinos et les Noirs sont en retrait pour la culture d'élite. Cependant, leur situation s'améliore lentement : alors que 5,8 % des Noirs allaient au théâtre au moins une fois dans l'année en 1982, ils sont 12 % en 1992.
Il faut distinguer deux types de culture aux États-Unis : la culture savante et élitiste (high culture) et la culture populaire (mainstream, lowbrow culture). Les États-Unis constituent l'un des foyers importants de la création artistique et du renouvellement des connaissances humaines. Le pays compte 1 700 orchestres symphoniques ; chaque année, l'opéra attire 7,5 millions d'Américains et les musées enregistrent 500 millions d'entrées, souvent gratuites. Les pratiques culturelles sont très proches, d'ailleurs, de celles des Français : 3 % des Américains sont allés à l'opéra dans l'année écoulée, contre 2 % des Français49. Le ministère du travail recense 2,1 millions de personnes50 qui exercent une profession artistique.
Pendant l'époque coloniale, la culture des États-Unis était tout à fait européenne. Les riches Américains (c'est-à-dire, les Européens qui habitaient aux colonies) importaient leur mobilier et leurs œuvres d'art de leur métropole en Europe. Même au xixe siècle, les riches magnats se font construire des palais en empruntant les styles architecturaux européens (édifices néoclassiques, néogothiques ou néorenaissances). C'est naturellement, donc, que les premiers artistes américains suivaient le style à la mode en Europe pendant cette ère - le néoclassicisme. Les artistes tels que Copley, West et Leutze ont peint les grandes scènes de l'histoire des États-Unis (La Mort du Général Wolfe, Washington Traversant la Delaware) dans ce style dramatique.
De nombreux artistes américains résident en Europe : West, Whistler, Sargent. L'impressionnisme fait des émules outre-Atlantique.
art amérindien
peintres du xixe siècle
Whistler
Sargent
Thomas Doughty (1793-1856)
Albert Bierstadt (1830-1902)
Martin Johnson Heade (1819-1904)
Winslow Homer
Mary Cassatt (1844-1926)
peintres du xxe siècle
Sculpteurs du xixe siècle
Hiram Powers (1805-1873)
Le succès de nombreuses expositions révèle l'intérêt des Américains pour l'histoire : à la fin des années 1970, l'exposition itinérante sur Toutânkhamon avait attiré près de 8 millions de visiteurs. À partir de juin 2005 et pour 27 mois, une nouvelle exposition sur le même pharaon sera présentée dans plusieurs musées américains.
Le patrimoine historique est protégé par la loi dite « National Historic Preservation Act », promulguée en 1966 et destinée à inventorier les lieux intéressants. Aujourd'hui, des dizaines de milliers de lieux sont classés aux États-Unis. Il existe trois niveaux de classement :

Inscription simple au National Register of Historic Places qui interdit la destruction de l'édifice et offre des subventions locales pour l'entretien du bâtiment ;

Le patrimoine reconnu d'importance nationale est aussi inscrit au National Register of Historic Places ; il bénéficie de subventions fédérales ;

Le National Historic Landmark concerne 2 500 édifices importants comme les capitoles, les musées, les résidences des gouverneurs, etc.

La restauration des édifices historiques est décidée à l'échelon des États fédérés, par le State Historic Preservation Office. La préservation du patrimoine historique a également lieu dans le cadre des municipalités : par exemple, la ville de New York veille à la conservation de 23 000 bâtiments et 82 secteurs, soumis à une réglementation draconienne.

Les historiens américains :
Robert Caro
Robert Paxton
George F. Kennan
Henry Adams (historien)
Hugh Borton
Moses Finley
John Fiske
Raul Hilberg
George F. Kennan
George Washington Williams
Les instituts d'archéologie américains :

L'institut américain en Italie, fondé en 1894
L'école américaine d'études classiques, en Grèce, fondée en 1882
La plus grande bibliothèque du monde se trouve à Washington D.C : il s'agit de la Bibliothèque du Congrès qui conserve 29 millions d'ouvrages soit trois fois les collections de la bibliothèque nationale de France. On y trouve des manuscrits du Moyen Âge et un grand nombre d'incunables.
L'American Folklore Society, fondée en 1888, recueille les traditions des groupes ethniques et immigrés.
Chaque année sont organisés des milliers de festivals à travers le pays : ceux qui ont lieu en plein air, sur les places des villes ou dans les parcs, sont généralement gratuits. Ils consistent en projections de films, pièces de théâtre, concerts.
Parmi les festivals de l'été les plus connus, on trouve le New-York Shakespeare Festival, qui a lieu à Central Park.
Une vraie cuisine américaine a toujours existé. Très marquée par l'immigration allemande durant le xixe siècle, c'est peut-être la cuisine la moins anglo-saxonne des pays anglophones. La cuisine des États-Unis a aussi ses régionalismes.
Dans l'est, les traditions européennes sont importantes. La cuisine amish en Pennsylvanie est simple et copieuse, proche de celles des pays du nord de l'Europe. À New York, la communauté juive est à l'origine des bagels. La cuisine de la Nouvelle-Angleterre offre des plats simples à base de produits de la mer et de produits laitiers. Les plats incluent des produits régionaux tels que le sirop d'érable et les airelles ; ils sont servis avec des pommes de terre et souvent accompagnés de crème. Ils sont assaisonnés avec du persil, de la sauge et de la noix de muscade. La cuisine virginienne utilise des produits locaux comme le jambon fumé, les fruits de mer, le maïs (Hush puppies (beignets de maïs)), le bourbon.
La cuisine du Sud des États-Unis (« southern cooking » ou bien « country cooking »), cuisine authentique et paysanne, mélange diverses traditions : la soul food est une spécialité de la communauté afro-américaine à base de friture accompagnée de riz et de sauce piquante. La cuisine cadienne (gumbo, jambalaya) est pratiquée à l’est du Texas et en Louisiane. La cuisine cadienne a été introduite en Louisiane par les Acadiens. Elle est d’origine française avec des influences espagnoles, africaines et amérindiennes. Son influence française se remarque, entre autres, dans l’utilisation du roux. Elle se caractérise par son recours aux épices, aux oignons, aux poivrons, aux okras (gombo en français cadien) et au céleri. Les fruits de mer, mais surtout les écrevisses (crawfish), tiennent une place prépondérante dans la cuisine cadienne. Les sauces sont épaissies à l’aide de poudre de gumbo filé faite de feuilles de sassafras. La cuisine du sud utilise des produits maritimes (poissons, crustacés, coquillages), cubains (riz, haricots noirs, porc) et tropicaux (fruits), souvent relevés par des épices. En Floride, les agrumes (orange, citron, pamplemousse) sont utilisés dans les desserts mais aussi dans de nombreux plats sucrés-salés (poulet, poisson, etc.).
Au Texas, la place importante de l’élevage se retrouve dans la tradition du barbecue qui reste fortement attachée à la culture de cet État. Il existe plusieurs types régionaux de barbecue, cuits sur différents bois : celui de l’est privilégie la viande de porc, accompagnée de sauce tomate. Le barbecue a été modifié par les goûts des immigrants, allemands et tchèques dans le centre, mexicains dans le sud. Les influences hispaniques se retrouvent dans la cuisine Tex-Mex. Le chili con carne est une sorte de ragoût épicé à base de bœuf, de piments et de haricots rouges d’origine texane.
Enfin, la cuisine californienne est une cuisine légère et naturelle.
De nombreuses productions américaines sont consommées chaque jour sur tous les continents. Voir :
Chewing-gum
Fast-food
Coca-Cola
Hamburger
Pop-corn

### Immigration
Les Caraïbes, l'Amérique centrale et bien sûr le Mexique fournissent aux États-Unis 41 % des immigrés « légaux ». La moitié des 12 millions de clandestins sont nés au Mexique.

### Élections présidentielles
Jamais le niveau de participation de 63 % atteint aux élections présidentielles de 1960 (John Kennedy) n'a été dépassé. Tombé à 49 % en 1996 (réélection de Bill Clinton), il est remonté à 61 % en 2004 (réélection de George W. Bush).

### Bénévolat
Les États-Unis sont le premier pays du monde pour le bénévolat : 93 millions d'Américains le pratiquent à différents degrés. Il implique surtout les retraités et les femmes.
Le bénévolat américain est particulièrement développé dans le domaine des arts et contribue au fonctionnement de nombreuses institutions culturelles : par exemple, environ 1 500 personnes travaillent gratuitement pour le musée des Beaux-Arts (Boston). Les missions des bénévoles sont diverses : assurer la promotion de l'institution culturelle dans la ville, s'occuper des guichets, guider les visiteurs dans les musées, etc.

## Histoire de la société américaine et de la protection sociale

### Quelques étapes
1869 : l'État du Wyoming autorise le vote des femmes.
1935 : Social Security Act.
1964 : Civil Rights Act : fin de la ségrégation contre les Noirs américains.

### Féminisme
Dès les années 1820, les premières organisations féministes voient le jour aux États-Unis : La Female Anti-slavery Society dénonce l'esclavage ; l'American Female Moral Reform Society se bat contre la prostitution et l'alcoolisme. Une cinquantaine d'années plus tard, les féministes américaines revendiquent l'égalité des droits civiques dans le pays. En 1869, l'État du Wyoming autorise le premier le suffrage féminin, suivi en 1911 de la Californie.
En 1920, le 19e amendement à la Constitution est ratifié au niveau fédéral : toutes les Américaines ont le droit de voter.

### Santé et retraite
Pendant la crise des années 1930, Franklin Delano Roosevelt propose un ensemble de mesures sociales, le New Deal. Parmi les décisions importantes, le Social Security Act de 1935 instaure les fondements du système américain de santé. Après la Seconde Guerre mondiale, les principes de l'État-providence sont développés, notamment grâce à l'action des syndicats américains qui obtiennent une assurance-maladie financée par les patrons. Dans les années 1960 sont lancés les programmes d'aide Medicare et Medicaid. La décennie suivante voit la mise en place du contrat managed care (gestion des soins) administré par le HMO (Health Maintenance Organization), le PPO (Prefered Provider Organization) et le POS (Point Of Service). Depuis les années 1980, les différents gouvernements tentent d'enrayer la croissance des dépenses de santé : en 1993, le plan Bill Clinton échoue.

### Ségrégation
Dans les années 1960, l'égalité des droits progresse sous la présidence de Lyndon B. Johnson : en 1963, la loi sur l'égalité des salaires (Equal Pay Act) est votée. Le 2 juillet 1964, la loi sur les droits civiques (Civil Rights Act) abolit toute forme de discrimination aux États-Unis.

## Système de santé américain
La plupart des Américains sont couverts par un régime d'assurance privé financé à 80 % par les entreprises. Cependant 16 % de la population n'ont pas d'assurance maladie. Il existe un système d'aide étatique qui prend en charge les plus pauvres (Medicaid) et les personnes âgées (Medicare).
Les dépenses de santé augmentent comme dans d'autres pays industrialisés. Cette hausse s'explique par la croissance du nombre de personnes âgées et le recours aux hautes technologies.

## Près de2,3 millionsde prisonniers
En janvier 2010, avec 2,3 millions de personnes enfermées dans une prison, soit 714 prisonniers pour 100 000 habitants, les États-Unis sont le pays du monde qui détient la plus grande proportion de prisonniers. La Russie (à égalité avec la Biélorussie et les Bermudes) est le pays qui s'en rapproche le plus avec 532 prisonniers pour 100 000 habitants.

## Critique de la société américaine
Malgré les nombreuses critiques de la société américaine tant à l’intérieur du pays qu'à l’extérieur, le fait est que les États-Unis attirent toujours des immigrés venus de tous horizons, du scientifique français au Mexicain fuyant la misère de son pays. Le solde migratoire est largement positif, et la population américaine grandit grâce à l’immigration. Cela montre que le pays n’est pas répulsif pour tout le monde. Les États-Unis sont le troisième foyer touristique du monde derrière la France et l’Espagne.
On considère les États-Unis comme une société violente. Ce jugement est cependant réévalué : au vu des dernières statistiques, la violence a tendance à se réduire depuis les années 1980 alors qu’elle augmente en Europe. Contrairement à une idée reçue, la vente d’armes à feu est strictement encadrée : l’acheteur doit se faire enregistrer et relever ses empreintes digitales ainsi que payer une licence.